# Dirk Vermeulen
Dirk Vermeulen (Menen, 25 november 1952) is een Belgisch violist en dirigent.
Hij kreeg zijn eerste opleiding aan de Muziekacademie in Ieper. Vanaf 1967 studeerde hij viool en muziektheorie aan het Koninklijk Conservatorium Brussel; verdere studie vond plaats aan de Muziekkapel Koningin Elisabeth, die hij in 1976 afrondde. Zijn docenten Max Van der Moesbruggen, Raphael D'Haene, Arie Van Lysebeth, Maurice Raskin en Carlo Van Neste leidden hem naar zeges bij de Edouard Deru-Wedstrijd in Verviers en de Tenuto-wedstrijd. Al tijdens die studiejaren was hij concertmeester van het Wereldorkest van Jeugd en Muziek. Hij speelde er onder gerenommeerde dirigenten als Witold Rowicki en Zubin Mehta. Hij speelde in en soleerde bij tal van Belgische en Duitse orkesten. Daarnaast beoefende hij kamermuziek als violist in strijkkwartetten zoals het Deutsch-Belgisches Streichquartet, het Vlaams Mobiel Kamerensemble (1976-1980) en het Arriagokwartet (1980-). Hij hield ook recitals met pianisten en bespeelde de barokviool bij orkesten als Corbetta Ensemble, La Chapelle Royale van Philippe Herreweghe en Les Arts Florissants van William Christie. Voorts was hij vanaf 1970 concertmeester bij Collegium Instrumentale Brugense en bij Filharmonie van Antwerpen. In 1980 liep zijn violistenloopbaan vast, bij de Koningin Elisabethwedstrijd schoot de linkermiddelvinger in de kramp.
Zijn loopbaan nam een wending toen Frans Brüggen hem als vervangend dirigent vroeg voor het Orkest van de Achttiende Eeuw, waar hij destijds als tweede violist fungeerde. Het leidde tot een directieloopbaan, allereerst bij zijn eigen ensemble Prima La Musica. Daaropvolgend was hij gastdirigent bij orkesten in West-Europa, Israël en Rusland, waarbij hij diverse malen bekende solisten leiding gaf en de soloconcerten. Zelf noemt hij Maria João Pires, José van Dam, Barbara Hendricks, Barbara Hannigan, Sabine Meyer, Isabelle Faust, Janine Jansen, Isabelle van Keulen, Ronald Brautigam, Jaap van Zweden, Pieter Wispelwey uit de klassieke muziek en Toots Thielemans Wayne Shorter en Dianne Reeves uit de jazz. Orkestconcerten werden afgewisseld met opera's. 
Hij was tussen 2000 en 2017 op verzoek van dan directeur Van Lysebeth docent aan het Koninklijk Conservatorium Brussel. In 2018 nam Dirk Brossé de leiding van Prima La Musica over. Muziekweb registreerde een uitgebreide discografie.
Twee broers van Dirk Vermeulen werden tevens musici: Jan Vermeulen en Erik Vermeulen, beiden pianist.
- MusicBrainz: fee98730-12e3-4fc2-b01a-15331a740e8f
- Virtual International Authority File: 2513162669487355500005